# Estació de Santa Eulàlia
Santa Eulàlia (antigament Bordeta Cocheras) és una estació de la L1 del Metro de Barcelona semisubterrània situada al barri de Santa Eulàlia de l'Hospitalet de Llobregat.
Hi ha hagut dues estacions de Santa Eulàlia, l'una inaugurada l'any 1932 com Bordeta Cocheras i reanomenada posteriorment, es va tancar el 1980 per realitzar el perllongament de la línia i es va reobrir el 1983 amb una altra localització. A la vegada que s'obria la nova estació es tancava l'altra estació de Bordeta inaugurada l'any 1926. El 1980 es van iniciar les obres d'aquest perllongament amb el tancament

| Metro de Barcelona     |          |       |            |                        |
| Procedència/Destinació | <        | Línia | >          | Procedència/Destinació |
| Hospital de Bellvitge  | Torrassa |       | Mercat Nou | Fondo                  |

## Accessos
- Pont de la Torrassa
- Riera Blanca